# ヴィルヘルム・クシランダー
ヴィルヘルム・クシランダー（ドイツ語: Wilhelm Xylander、出生名ヴィルヘルム・ホルツマン（ドイツ語: Wilhelm Holtzman、後にギリシア語化して「クシランダー」となった）、1532年12月26日 - 1576年2月10日）は、神聖ローマ帝国の古典学者、人文主義者。1564年、ハイデルベルク大学学長を務めた。

## 生涯
アウクスブルクで生まれ、テュービンゲン大学で教育を受けた。1558年、金欠（不節制によるとされることもある）だった最中にヤーコプ・ミキルスの後任としてハイデルベルク大学のギリシア語担当教授になり、1562年に論理学（publicus organi Aristotelici interpres）に乗り換えた。
ハイデルベルク教会と大学の政治においてはトマス・エラストスを支持した。
クシランダーはディオ・カッシウス（1558年）、プルタルコス（1560年 - 1570年）、ストラボン（1571年）など多くの著作をラテン語に翻訳した。また、ビュザンティオンのステファヌスによる地理語彙目録（1568年）、パウサニアスの旅行記（クシランダー死後の1583年、フリードリヒ・シルブルクによって完成）、マルクス・アウレリウス・アントニヌスの『自省録』（初版は1558年、現在は失われているハイデルベルクの写本に基づくエディティオ・プリンセプス。第2版は1568年、いずれもパラドクサ作家であるアントニヌス・リベラリス、トラリアノスのフレゴン、アポロニオス、カリストゥスのアンティゴノスの著作を追加して出版）、ゲオルギオス・ケドレノスのクロニクル（1566年）など多岐にわたる著作物を編集した。ほかにもエウクレイデスの1巻から6巻までを注釈つきでドイツ語に翻訳、アレクサンドリアのディオファントスの『算術』とミカエル・プセルロスのDe quattuor mathematicis scientiisをラテン語に翻訳した。

## 作品
- Marcus Aurelius, De seipso, seu vita sua, libri 12 ed. and trans. by Xylander. Zurich: Andreas Gessner, 1558.